# Lichtrea nigrescens
Lichtrea nigrescens är en insektsart som beskrevs av Irena Dworakowska 1976. Lichtrea nigrescens ingår i släktet Lichtrea och familjen dvärgstritar. Inga underarter finns listade i Catalogue of Life.